# 根本誠二
根本 誠二（ねもと せいじ、1949年(昭和24年) - ）は、日本史学者、筑波大学名誉教授。

## 来歴
東京生まれ。明治大学文学部卒。1980年明治大学大学院博士課程単位取得満期退学、1993年筑波大学助教授、教授。2015年定年退職。
1998年「奈良時代官僧の研究」で筑波大博士（文学）。奈良時代の仏教を研究。

## 著書
- 『奈良仏教と行基伝承の展開』 雄山閣出版、1991
- 『奈良時代の僧侶と社会』 雄山閣出版、1999
- 『説話の森の仏教者』 そうよう、2000
- 『天平期の僧侶と天皇 僧道鏡試論』 岩田書院、2003
- 『行基伝承を歩く』 岩田書院、2005
- 『奈良仏教と密教』 高志書院、2011

### 共編著
- 『論集奈良仏教 第3巻 奈良時代の僧侶と社会』編、雄山閣出版、1994
- 『新編武蔵風土記稿』全12巻、蘆田伊人編集校訂 根本補訂、雄山閣 大日本地誌大系、1996
- 『奈良仏教の地方的展開』 宮城洋一郎共編、岩田書院、2002
- 『奈良仏教と在地社会』 サムエル・C.モース共編、岩田書院、2004
- 『奈良・南都仏教の伝統と革新』 サムエル・C.モース共編、勉誠出版、2010

## 参考
- Jグローバル
- 『現代日本人名録』2002